# LabelFlash

Il logo della tecnologia Labelflash

Labelflash è una tecnologia che permette di incidere etichette con testo e immagini monocromatiche su dischi DVD utilizzando un masterizzatore e supporti DVD compatibili.
Fu introdotta dalla NEC nel dicembre 2005, sviluppando il brevetto DiscT@2 di Yamaha. È simile alla tecnologia concorrente LightScribe, inventata precedentemente da Hewlett-Packard, anche se sono incompatibili i supporti e masterizzatori dell'una con l'altra.
I vantaggi rispetto al LightScribe è che ha un maggior contrasto grazie al colore blu dei dischi, la risoluzione è regolabile tra i 300 e 1800 DPI e può stampare immagini e testo anche nel lato dati mentre gli svantaggi sono i prezzi più elevati essendo la NEC e Fujifilm gli unici produttori.

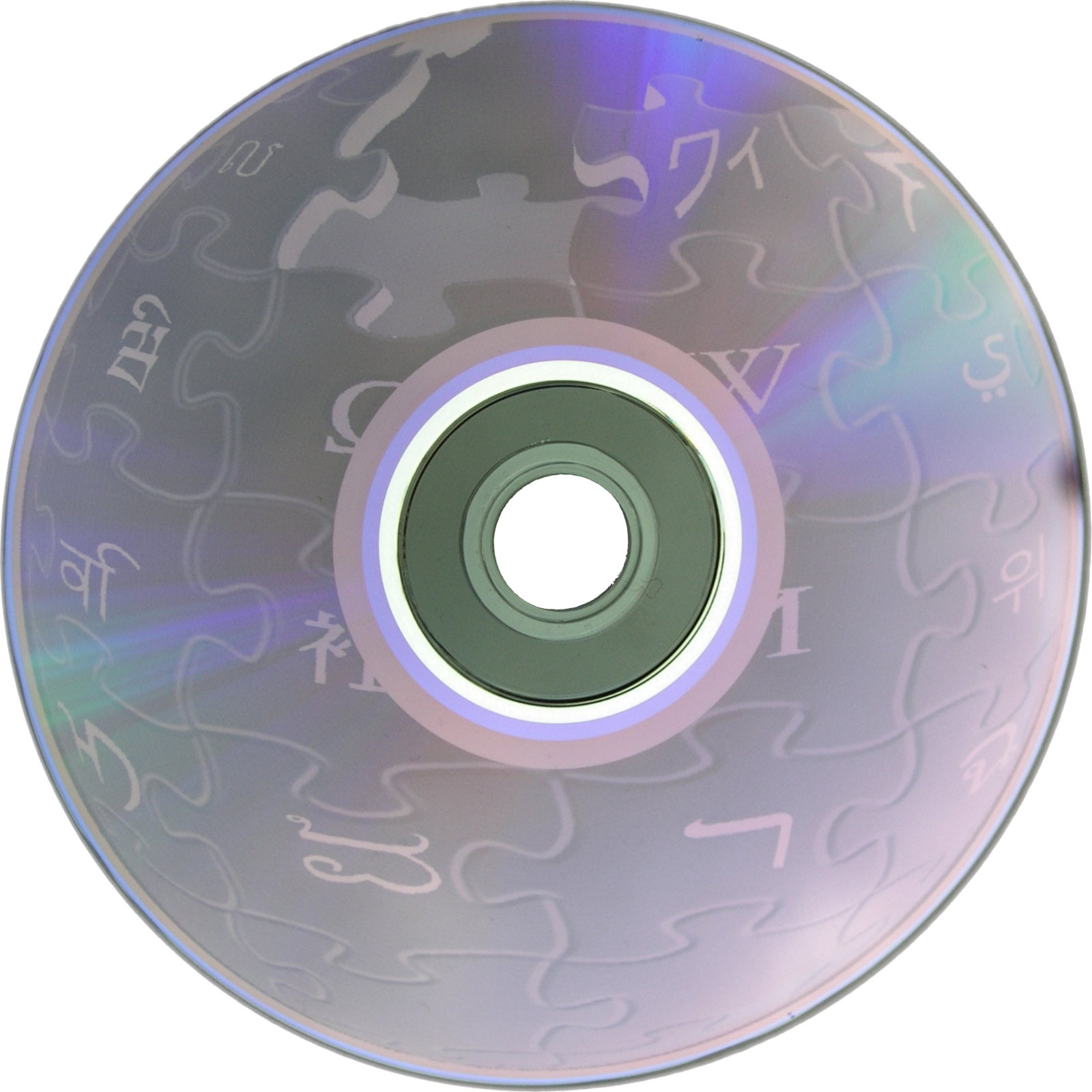
Un DVD Labelflash con il logo di Wikipedia

Allo stato attuale non c'è la possibilità di usare il Labelflash sui CD ma solamente sui DVD.
Alcuni recenti Mac Pro sono equipaggiati con unità Pioneer DVR-111D. Questo significa che l'utente, aggiornando il firmware del masterizzatore, potrebbe stampare etichette utilizzando la tecnologia Labelflash.

## Software
La prima applicazione a supportare Labelflash fu annunciata il 5 giugno 2007, quando BeLight Software ha distribuito la versione 1.4 di Disc Cover per macOS.
Nero supporta questa tecnologia dalla versione 7 (Ultra edition).